# Nancy Kette
Nancy Kette (* 24. Juli 1977) ist eine ehemalige deutsche Leichtathletin, die sich auf den Sprint spezialisiert hat.

## Karriere
Sie trat für den Erfurter LAC an.
Ihre Karriere begann als sie den dritten Platz bei den Juniorenweltmeisterschaften in der 4-mal-100-Meter-Staffel belegte. 1997 wurde sie U23-Europameisterin in der 4-mal-100-Meter-Staffel.
Bei den Deutschen Meisterschaften 1997 belegte sie im 200-Meter-Lauf den letzten Platz. Bei den Meisterschaften im nächsten Jahr erreichte sie in derselben Disziplin den vorletzten Platz. 1998 und 1999 mit der 4-mal-400-Meter-Staffel den dritten Platz. 2001 trat sie beim 400-Meter-Lauf an und belegte den vorletzten Platz. In der 4-mal-400-Meter-Staffel belegte sie den zweiten Platz. 2002 erreichte sie im 400-Meter-Lauf den dritten Platz und in der 4-mal-400-Meter-Staffel wieder den Zweiten. Sie trat bei den Europameisterschaften 2002 im Vorlauf für die deutsche 4-mal-400-Meter-Staffel an, die später im Finale ohne sie die Goldmedaille holte. 2003 wurde sie bei den deutschen Meisterschaften in der 4-mal-400-Meter-Staffel wieder Dritte. Kette wurde 2004 Fünfte beim 400-Meter-Lauf und wieder Zweite in der 4-mal-400-Meter-Staffel der deutschen Meisterschaften. Bei ihrer letzten Teilnahme an den deutschen Meisterschaften 2005 belegte sie im 400-Meter-Lauf wieder nur den vorletzten Platz.